# The Thelonious Monk Orchestra at Town Hall
Albums de Thelonious Monk
Misterioso
(1958) 5 by Monk by 5
(1959)
The Thelonious Monk Orchestra at Town Hall est un album du pianiste de jazz américain Thelonious Monk sorti en 1959 chez Riverside Records. On y trouve des arrangements des compositions de Monk pour big band par Hall Overton.
C'est le premier enregistrement de Charlie Rouse avec Monk.

## À propos de la musique

### Contexte
Après six ans d'interdiction de club, de 1951 à 1957, Monk rencontre le succès en jouant au Five Spot Café avec John Coltrane.
Pour autant, sa venue au prestigieux Town Hall est surprenante. Très populaires jusqu'au milieu des années 1940, les big bands sont en 1959 passés de mode, et il est très rare qu'un groupe se forme, apprenne la musique, répète pour un seul concert dans une seule salle.
Hall Overton enseigne à la Juilliard School, et a collaboré avec Charles Mingus, Stan Getz ou Oscar Pettiford. C'est un des piliers du « Jazz Loft », un immeuble entre la 28e et 29e rue à New York, dans lequel se trouvait une salle de répétition qui était devenu le repère de nombreux musiciens : Art Blakey, Miles Davis, Gigi Gryce, Oscar Pettiford, Zoot Sims, Mal Waldron, Lee Konitz, Charles Mingus ou encore Bill Evans, etc. Monk et Overton passent plusieurs mois à travailler ensemble au piano les compositions.

### Préparation
Overton décide de transcrire de façon fidèle le jeu de Monk, et notamment la composition des différents accords que le pianiste utilise. Il va jusqu'à orchestrer le solo de Monk sur Bye Ya. Les répétitions se déroulent au Jazz Loft. Selon le tromboniste Eddie Bert, « Monk avait sa façon à lui de nous dire quoi faire. Une fois, il était en train de danser dans la pièce d'à côté pendant que l'orchestre jouait. Il dansait en tournant, en tournant, en tournant, et nous on continuait à jouer. A la fin, Hall lui crie : Eh ! Quand est-ce que tu vas jouer du piano ? Et Monk lui répond sur le même ton : Quand le tempo sera bon ! Et il continua à danser et nous à jouer, et quand on a trouvé le bon tempo, il nous a rejoints. C'est comme ça que ça se passait. C'est pour ça que la musique sonne aussi bien ! »
En plus de la section rythmique (piano, basse, batterie), l'orchestre propose une large palette sonore, avec des graves assez épais : 
| Bois                                             |
| Saxophone alto Saxophone ténor Saxophone baryton |
| Cuivres                                          |
| Trompette Bugle trombone Tuba                    |

### Le concert
Le 28 février 1959, le Town Hall est plein. Monk joue trois morceaux avec son quartet, puis l'orchestre commence à jouer. L'ordre des morceaux joués diffère de la version sur l'album : Monk's Mood, Friday the 13th, Little Rootie Tootie, Off Minor, Thelonious et enfin Crepuscule with Nellie. Le concert est un succès.
Monk oublie de vérifier que l'ingénieur du son enregistre avant le début de Little Rootie Tootie, les premiers accords ne figurant pas sur la bande. À la fin du concert, quand Monk l'apprend, il remonte sur scène et explique au micro que l'ingénieur du son « a foiré » (loused up) sur un des morceaux, et qu'ils sont obligés de le rejouer.

### Postérité
L'orchestre rejoue au Monterey Jazz Festival, au Carnegie Hall et au Lincoln Center le 30 décembre 63, comme on peut l'entendre sur Big Band and Quartet in Concert (en). L'orchestre joue une dernière fois en Europe en 1967.
L'orchestre se reforme dans les années 1990 avec Kenny Barron au piano. Wynton Marsalis et le Lincoln Center Orchestra a rejoué les partitions d'Overton en novembre 2006.
En 2007, le pianiste Jason Moran crée In My Mind: Monk at Town Hall, 1959, performance multimédia autour de l'album de Thelonious Monk. On y retrouve des extraits audio de conversations de Monk avec l'arrangeur Hall Overton. Un documentaire sur cette performance a été réalisé par Gary Hawkins.

## Liste des pistes
Toute la musique est composée par Thelonious Monk.

### Vinyle original
| N°     | Titre                  | Durée |
| ------ | ---------------------- | ----- |
| Face 1 |                        |       |
| 1.     | Thelonious             | 0:56  |
| 2.     | Friday The 13th        | 9:22  |
| 3.     | Monk's Mood            | 10:15 |
| Face 2 |                        |       |
| 4.     | Little Rootie Tootie   | 8:45  |
| 5.     | Off Minor              | 7:47  |
| 6.     | Crepuscule With Nellie | 4:42  |

### Version CD (2006)
| N° | Titre                         | Durée |
| -- | ----------------------------- | ----- |
| 1. | Thelonious                    | 3:04  |
| 2. | Friday The 13th               | 9:34  |
| 3. | Monk's Mood                   | 10:27 |
| 4. | Little Rootie Tootie          | 8:56  |
| 5. | Off Minor                     | 7:56  |
| 6. | Crepuscule With Nellie        | 4:53  |
| 7. | Little Rootie Tootie (Encore) | 8:29  |
| 8. | In Walked Bud                 | 7:09  |
| 9. | Blue Monk                     | 8:21  |

## Personnel
- Thelonious Monk : piano
- Donald Byrd : trompette
- Eddie Bert : trombone
- Robert Northern (en) : cor d'harmonie
- Jay McAllister : tuba
- Phil Woods : saxophone alto
- Charlie Rouse : saxophone ténor
- Pepper Adams : saxophone baryton
- Sam Jones : contrebasse
- Art Taylor : batterie